# Dmitri Sergejewitsch Maximow
Dmitri Sergejewitsch Maximow (russisch Дмитрий Сергеевич Максимов) war ein sowjetischer Flugzeugkonstrukteur.
Nach der Inhaftierung von Robert L. Bartini übernahm er 1938 dessen Konstruktionsbüro, das dann die Bezeichnung OKB-89 (OKB) erhielt. Nach der Erprobung des Bombers Jermolajew Jer-2, entwickelt auf Basis der Stal-7 (russisch Сталь-7), entwickelte man im OKB das Transportflugzeug PS-89 (russisch ПС-89).